# Cathédrale Saint-Pierre-et-Saint-Paul de Mdina
Cette  cathédrale ne doit pas être confondue avec une autre cathédrale de Malte.
 D’autres cathédrales portent le nom de cathédrale Saint-Pierre-et-Saint-Paul.
La cathédrale Saint-Pierre-et-Saint-Paul de Mdina (couramment appelée « cathédrale Saint-Paul ») est une cathédrale catholique, église principale de l’archidiocèse catholique de Malte (l’un des deux diocèses de Malte) avec la co-cathédrale Saint-Jean de La Valette.
L’église est construite là où le gouverneur Publius, premier évêque maltais et futur saint, est supposé avoir rencontré saint Paul.

## Historique
Conçue par l’architecte Lorenzo Gafa, elle est construite entre 1697 et 1702 pour remplacer l’ancienne cathédrale de style normand, détruite par le tremblement de terre du 11 janvier 1693. Malgré cela, plusieurs éléments ont pu être conservés parmi lesquels la peinture de la conversion de saint Paul de l’artiste calabrais Mattia Preti, une peinture toscane du XVe siècle de la Vierge à l’Enfant, et des fresques de l’abside représentant le voyage de Paul.
De nombreux éléments de mobilier de la cathédrale, dont les fonts baptismaux et le portail, sont sculptés dans du bois d’Irlande.
La cathédrale présente également une collection importante d’assiettes et pièces de monnaie en argent, et des gravures de l’artiste allemand Albrecht Dürer.

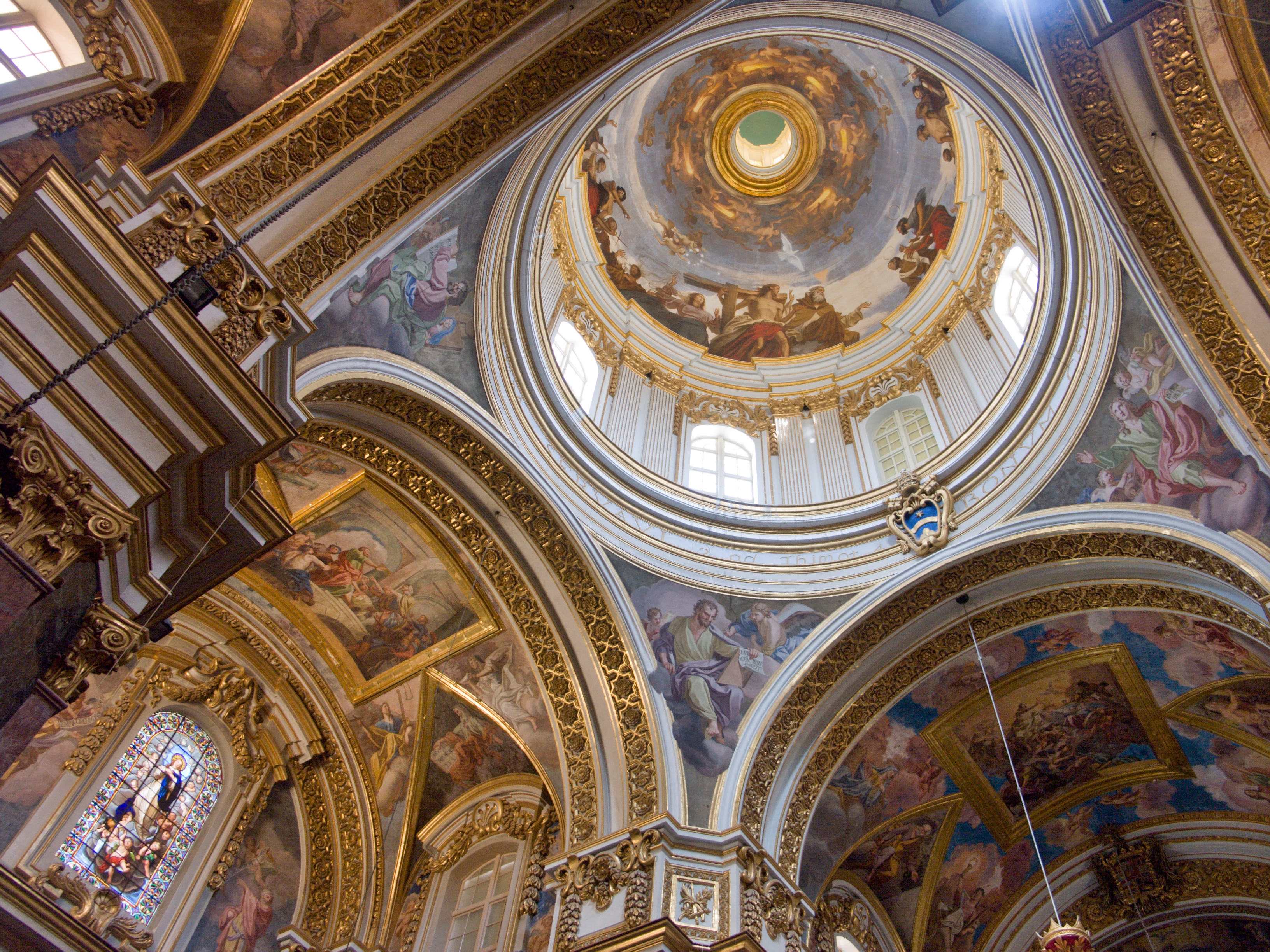
Fresques intérieures de la cathédrale.

## Galerie d’images

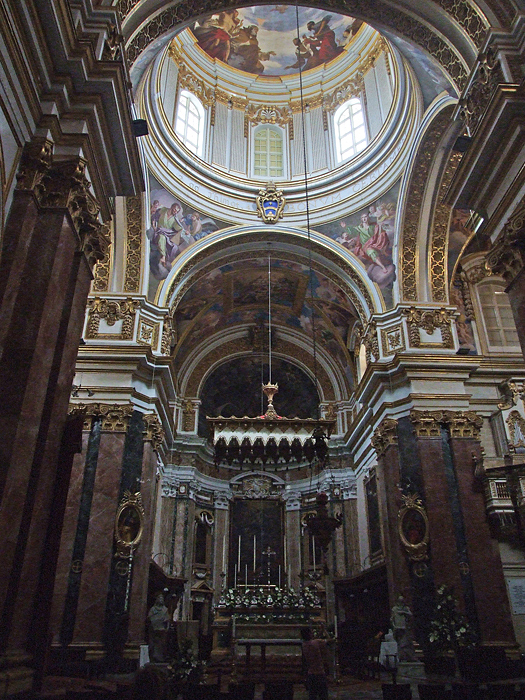
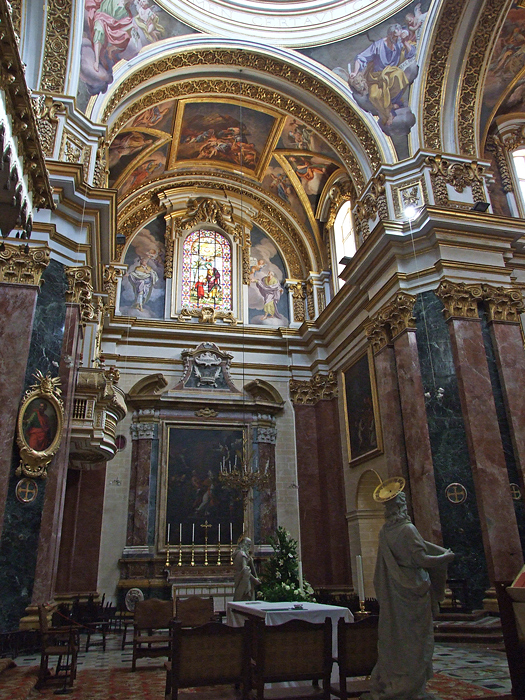
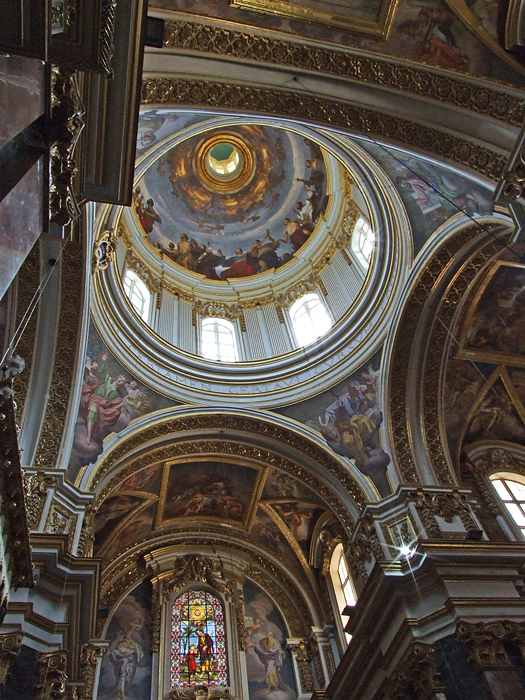
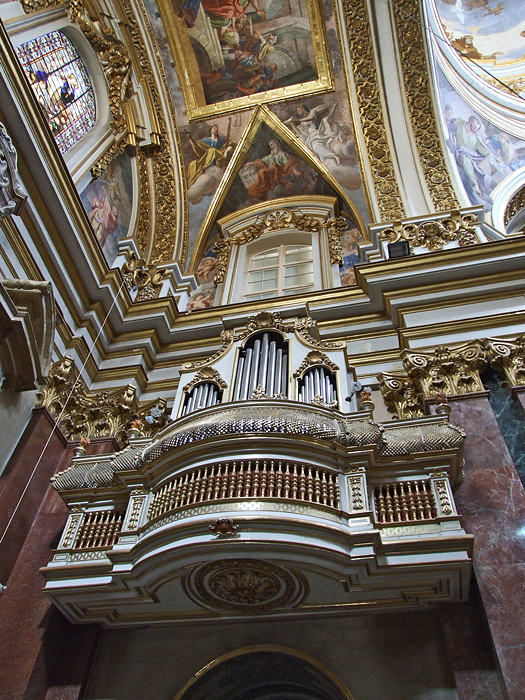
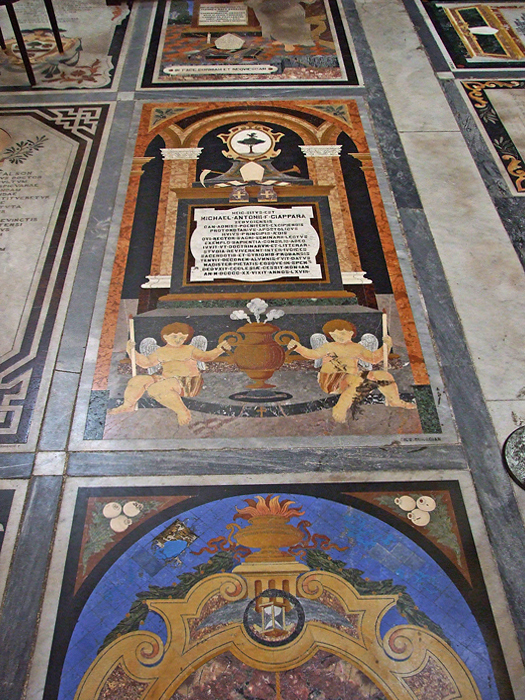
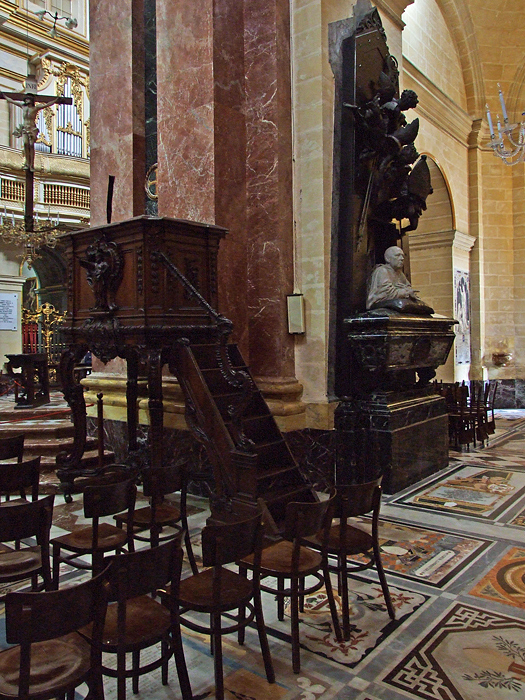